# Seohong-dong
Seohong-dong (koreanska: 서홍동) är en stadsdel i staden Seogwipo i provinsen Jeju i den södra delen av Sydkorea, 500 km söder om huvudstaden Seoul. Seohong-dong ligger på södra delen av ön Jeju.